# RSC 안데를레흐트
보통 안데를레흐트라고 불리는 로열 스포팅 클럽 안데를레흐트(Royal Sporting Club Anderlecht)는 벨기에의 축구 클럽으로, 수도인 브뤼셀의 안데를레흐트를 연고로 한다. 이 클럽은 벨기에에서 가장 성공한 클럽으로 손꼽히는데, 유럽 대회에서 5번, 프로리그에서 33번 우승했다.

## 역대 성적
- 벨기에 프로리그:

우승 (34): 1946-47, 1948-49, 1949-50, 1950-51, 1953-54, 1954-55, 1955-56, 1958-59, 1961-62, 1963-64, 1964-65, 1965-66, 1966-67, 1967-68, 1971-72, 1973-74, 1980-81, 1984-85, 1985-86, 1986-87, 1990-91, 1992-93, 1993-94, 1994-95, 1999-2000, 2000-01, 2003-04, 2005-06, 2006-07, 2009-10, 2011-12, 2012-13, 2013-14, 2016-2017
- 벨기에 2부 리그:

우승 (2): 1923-24, 1934-35
- 벨기에 컵:

우승 (9): 1964-65, 1971-72, 1972-73, 1974-75, 1975-76, 1987-88, 1988-89, 1993-94, 2007-08
- 벨기에 리그컵:

우승 (1): 1999-2000
- 벨기에 슈퍼컵:

우승 (9): 1985, 1987, 1993, 1995, 2000, 2001, 2006, 2007, 2010
- UEFA 컵 위너스컵

우승 (2): 1975-76, 1977-78
준우승: (2) 1976-77, 1989-90
- UEFA컵

우승 (1): 1982-83
준우승 (2): 1969-70, 1983-84
- UEFA 슈퍼컵:

우승 (2): 1975-76, 1977-78

## 선수 명단

### 현역
참고: FIFA 자격 규정에 따라 소속된 국가대표팀 국기를 표시합니다. 선수는 복수의 FIFA 비회원국 국적을 가지고 있을 수 있습니다.
| 번호 | 포지션 | 국적 | 이름                  |
| ---- | ------ | ---- | --------------------- |
| 6    | DF     |      | 루드비그 아우구스틴손 |
| 14   | DF     |      | 얀 베르통언           |

| 번호 | 포지션 | 국적 | 이름 |
| ---- | ------ | ---- | ---- |

## 역대 감독
| 감독                    | 임기        |
| ----------------------- | ----------- |
| 레몽 후탈스             | 1976 ~ 1979 |
| 폴 반 힘스트            | 1983 ~ 1986 |
| 조르주 레이컨스         | 1987 ~ 1988 |
| 레몽 후탈스             | 1988 ~ 1989 |
| 레몽 후탈스             | 1994        |
| 프랑키 베르코테랑(대행) | 1998 ~ 1999 |
| 프랑키 베르코테랑       | 2005 ~ 2007 |
| 프랑키 베르코테랑       | 2019 ~ 2020 |
| 브리안 리머             | 2022 ~      |